# Балатон
Балатон (угор. Balaton, нім. Plattensee, словац. Blatenské jazero, словен. Blatno jezero) — озеро на заході Угорщини, найбільше в Центральній Європі.
За однією з версій свою назву озеро отримало від слов'янського «блато», що означає «бруд», «болото». Інша назва озера — Платтенське.
Оскільки Угорщина не має виходу до морського узбережжя, часто неофіційно Балатон називають Угорським морем. Через свої вкрай невеликі глибини іноді Балатон іронічно звуть «Найбільшою калюжею Центральної Європи».

## Загальні відомості

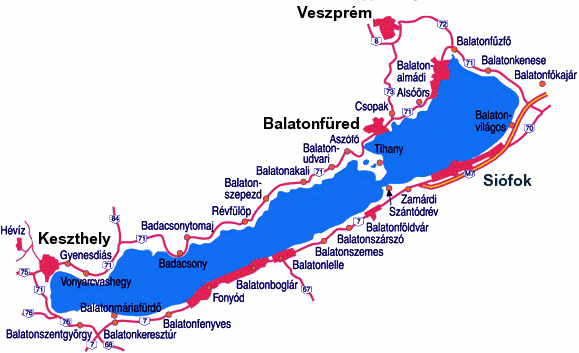
Мапа Балатону

### Географія

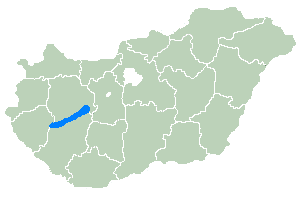
Розташування Балатону в Угорщині

Озеро розташоване на Середньодунайській рівнині в улоговині тектонічного походження, витягнутій уздовж південно-східного підніжжя гір Баконь.
Повернені до Баконю береги переважно круті, високі, місцями сильно порізані (півострів Тихань), поросли лісами, решта — плоскі, частково заболочені. Температура води літом близько 20 °C. До Балатону впадає багато коротких річок, найбільша з них — Зала; стік з озера — через канал у річку Шіо, пов'язану з річкою Дунай.
Узбережжя Балатону — найважливіший курортний район Угорщини з виходами мінеральних і термальних джерел. Добре розвинене рибальство. Озеро судноплавне.

### Гідрографія
Унікальною особливістю Балатону є його невелика глибина. Середня глибина озера близько 3 м, єдине глибоке місце озера — Тиханьська западина біля півострова Тихань (12,5 м). Профіль глибини різний для північного і південного берега. Якщо в північній частині озера на відстані 20—30 м від берега глибина вже досягає двох метрів, то біля південного берега і на відстані 200—300 м від берега глибина становить близько метра.
Дно озера вкрите дрібним піском. Через невелику глибину вода в озері добре прогрівається, влітку середня температура води в озері 21—22 °C, іноді прогрівається до 26 °C. Вода в Балатоні чиста, але не прозора через вміст у ній планктону. Переважний колір води — світло-зелений, проте може змінюватися в залежності від погоди і часу доби.
У Балатон впадає багато коротких річок, найбільша з них Зала; стік з озера через річку Шіо, перетворену на канал і пов'язану з річкою Дунай.

### Береги

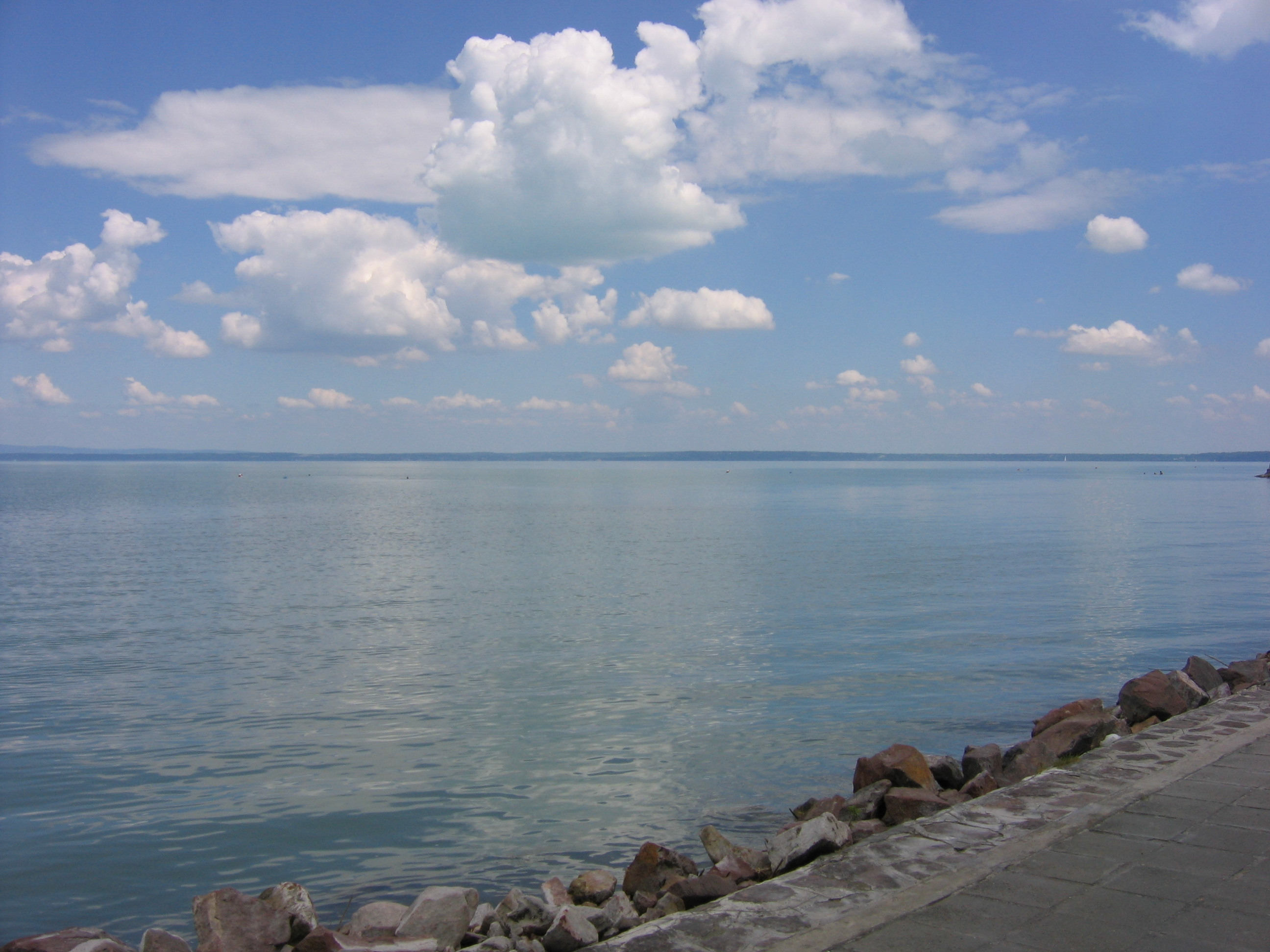
Балатон

Звернені до Баконі береги на півночі озера переважно круті, високі, місцями порізані (півострів Тихань), порослі лісами. Деякі ділянки берега і вершини мають вулканічне походження, і є «шапками» застиглої базальтової лави. Подекуди застигла лава сформувала «базальтові органи» — кам'яні стовпи, що нагадують за формою труби органу. На решті озера береги плоскі, частково заболочені.

## Історія заселення

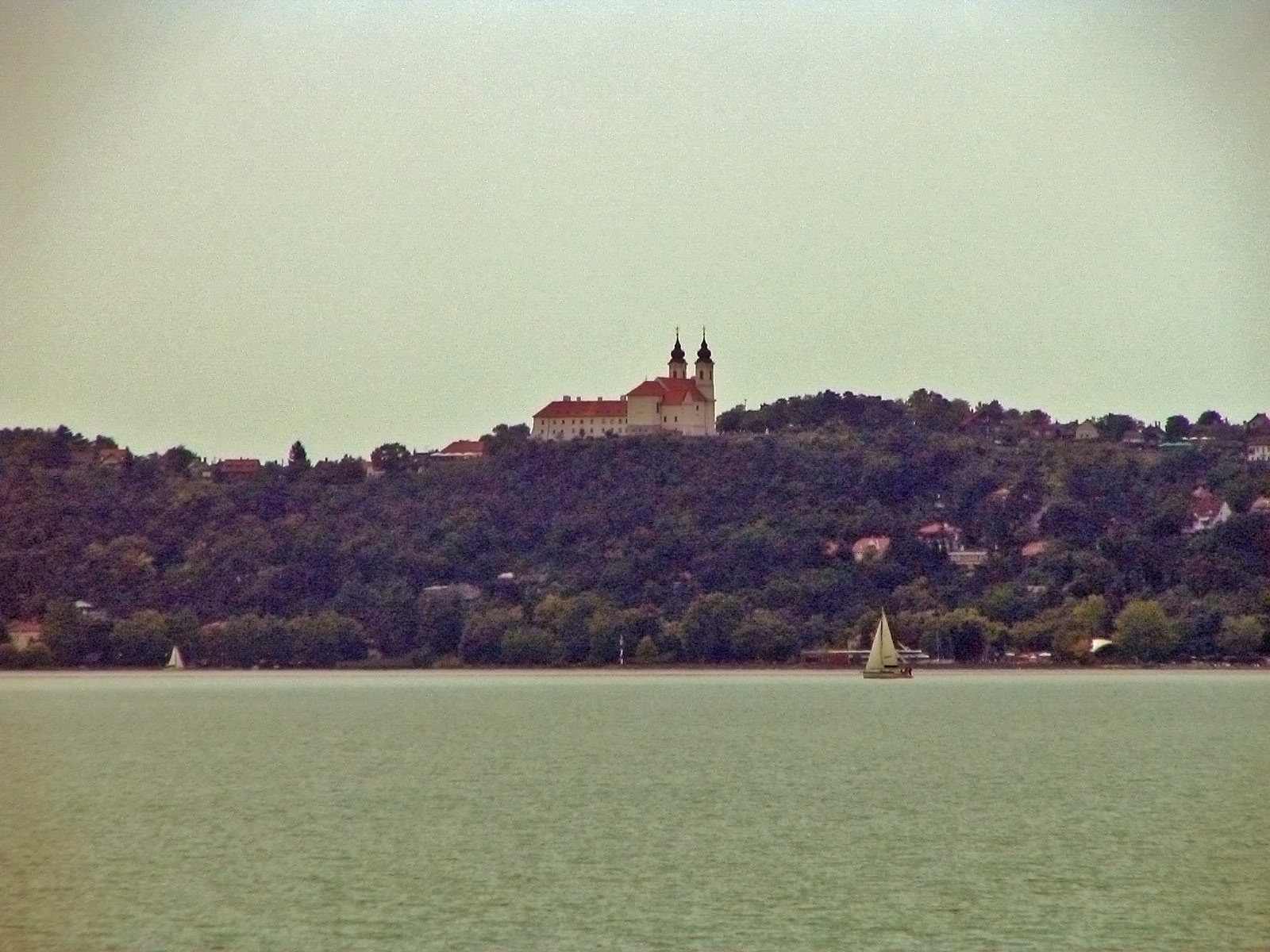
Тиханське абатство

На берегах озера з давніх часів знаходились поселення фракійців і кельтів. В I ст. н. е. ця територія входила до складу Римської імперії. В IX ст. на території біля Балатону розташовувалося слов'янське Блатенське князівство, а з X ст. — регіон захоплений угорцями.
Озеро також відоме боями між радянськими і німецькими військами в ході Другої світової війни.

## Клімат
Клімат регіону помірно-континентальний. Для берегів озера характерне тривале сонячне літо, з середини травня до кінця вересня. Зима порівняно м'яка, проте озеро майже щозими замерзає. Середня товщина льоду 10—20 см, проте, відзначалися випадки утворення 70-сантиметрового льоду. На озері бувають сильні вітри, небезпечні для любителів вітрильного спорту і малих суден. За силою вітру на озері стежить спеціальна служба.

## Природні пам'ятки

### Тихань

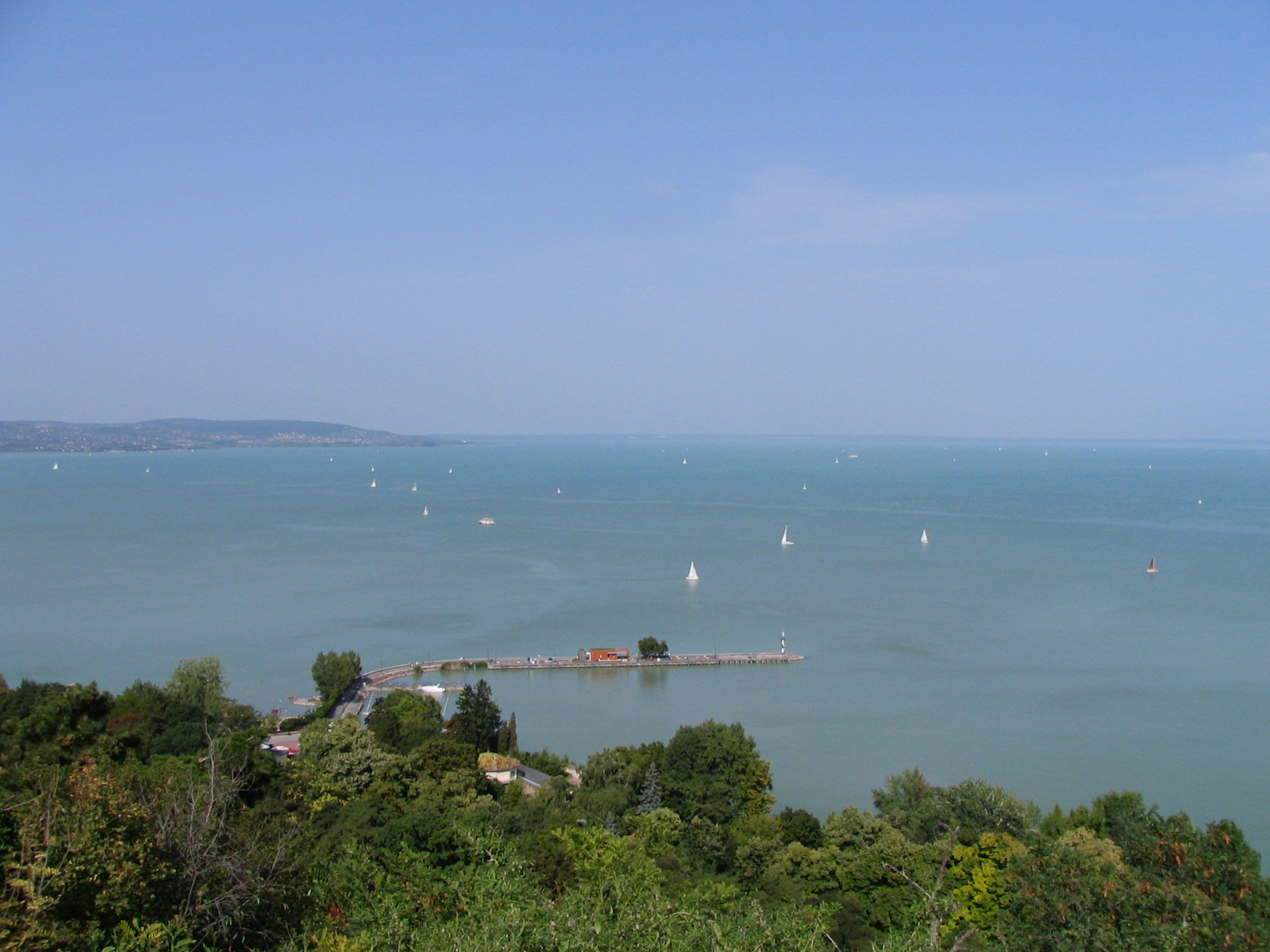
Вид на Балатон із Тихані

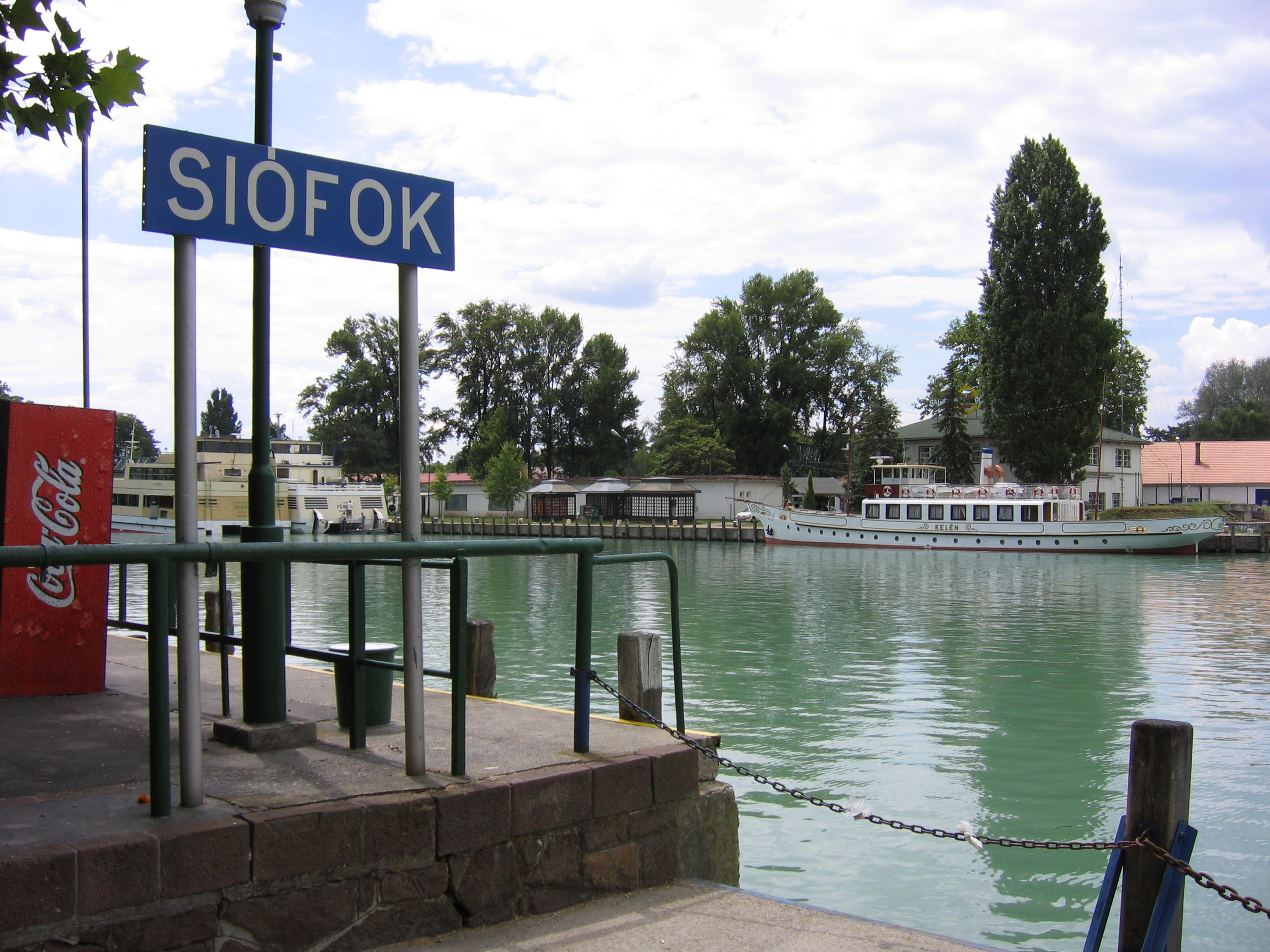
Порт Шіофока

Найбільший півострів на озері — Тихань — одне з найвідвідуваніших місць регіону. Його площа 12 км², він вдається в озеро на 5 км і розділяє його на дві частини. З 1952 року перебуває під охороною держави. Півострів утворився в ході вулканічної діяльності і спочатку був островом, що призвело до появи на ньому ендемічних видів рослин і тварин. Півострів має досить круті береги, порослі вічнозеленими породами дерев. У центрі півострова розташовані два безстокових озера — Кюльшйо-то (Зовнішнє) і Бельшйо-то (Внутрішнє), оточені конусами згаслих гейзерів. Береги озер вкриті очеретом, глибина не перевищує 2-3 метрів. На озерах Тихані гніздиться безліч різноманітних водоплавних птахів.

### Кіш-Балатон
Кіш-Балатон (Малий Балатон) — заболочена територія на північний захід від Балатону недалеко від міста Кестхей, у гирлі річки Зала, є заповідником. Колись Кіш-Балатон був заболоченою бухтою Балатону, що служила свого роду фільтром для води Зали. На початку XX ст. води Зали були спрямовані за допомогою каналу в обхід Кіш-Балатону, це негативно позначилося на екосистемі, як Великого, так і сильно обмілілого Малого Балатону. Проблему вирішили в 80-ті роки XX століття шляхом штучного відтворення як природного фільтра частини колишніх боліт на шляху Зали. Малий Балатон — притулок величезної кількості птахів: лелек, чапель, диких гусей і качок. Місцеві рибалки будують спеціальні човни для пересування по вкрай мілкій і сильно зарослій очеретом водоймі. Територія строго охороняється, проте частина заповідника, зокрема, острів Каньяварі відкрита для відвідувачів. У місті Кестхей є музей озера Балатон, експозиція якого присвячена в тому числі і Кіш-Балатону.

### Національний парк Прибалатонської височини
Один із десяти національних парків Угорщини, заснований в 1997 році. Територія національного парку пролягає уздовж північного берега озера від Балатонфюреда до Кестхея в горах Баконь, кордон проходить на деякому віддаленні від берега. Територія національного парку переважно гориста, а ландшафт — вулканічний. Тут безліч згаслих вулканів, колишніх гейзерів, кратерів, виходів лави, що мають часом вкрай химерні форми. Найбільший базальтовий «орган» розташований на горі Сент-Дьйордь. За цією горою, поруч із містечком Тапольця, розташований вхід до печер із підземними озерами, які були виявлені лише в 1903 році. Відвідування парку обмежене спеціально прокладеними стежками. Півострів Тихань і Кіш-Балатон також включені в Національний парк Прибалатонської височини.

### Хевізьке озеро
За 210 км від Будапешта та за 6 км від міста Кестхей (північно-західний край озера Балатон) на околиці м Хевіз розташоване однойменне озеро — найбільше термальне озеро Європи. Озеро утворилося в кратері згаслого вулкана. Площа озера — 4,7 га, глибина — понад 40 м, температура води коливається від 34 °C влітку до 26° C взимку. Джерело гарячої мінеральної води розташоване в придонній підводній печері діаметром близько 18 м.
Вода озера лікувальна і має слабку радіоактивність, дно озера вкрите лікувальними грязями, а його поверхня — лотосами. Стік із Хевізького озера в Балатон організований через невелику протоку. Цілющі властивості озера були відомі ще римлянам, але своє бальнеологічне значення воно набуло завдяки зусиллям угорського патріота, графа Фештетича, при якому важкопрохідні болота навколо озера були дреновані і практично осушені. Нині — одне з найпопулярніших у Європі місць для санаторно-курортного лікування.

### Печера Лоці
Найбільша печера в околицях Балатону, її довжина понад 100 метрів. Знаходиться на північ від Балатонфюреда, на схилі гори Тамаша. Печера відкрита в 1892 році, для відвідування — в 1934 році. Утворена, як і інші печери регіону в результаті розмивання вапняку гарячими термальними водами.

## Населені пункти на берегах

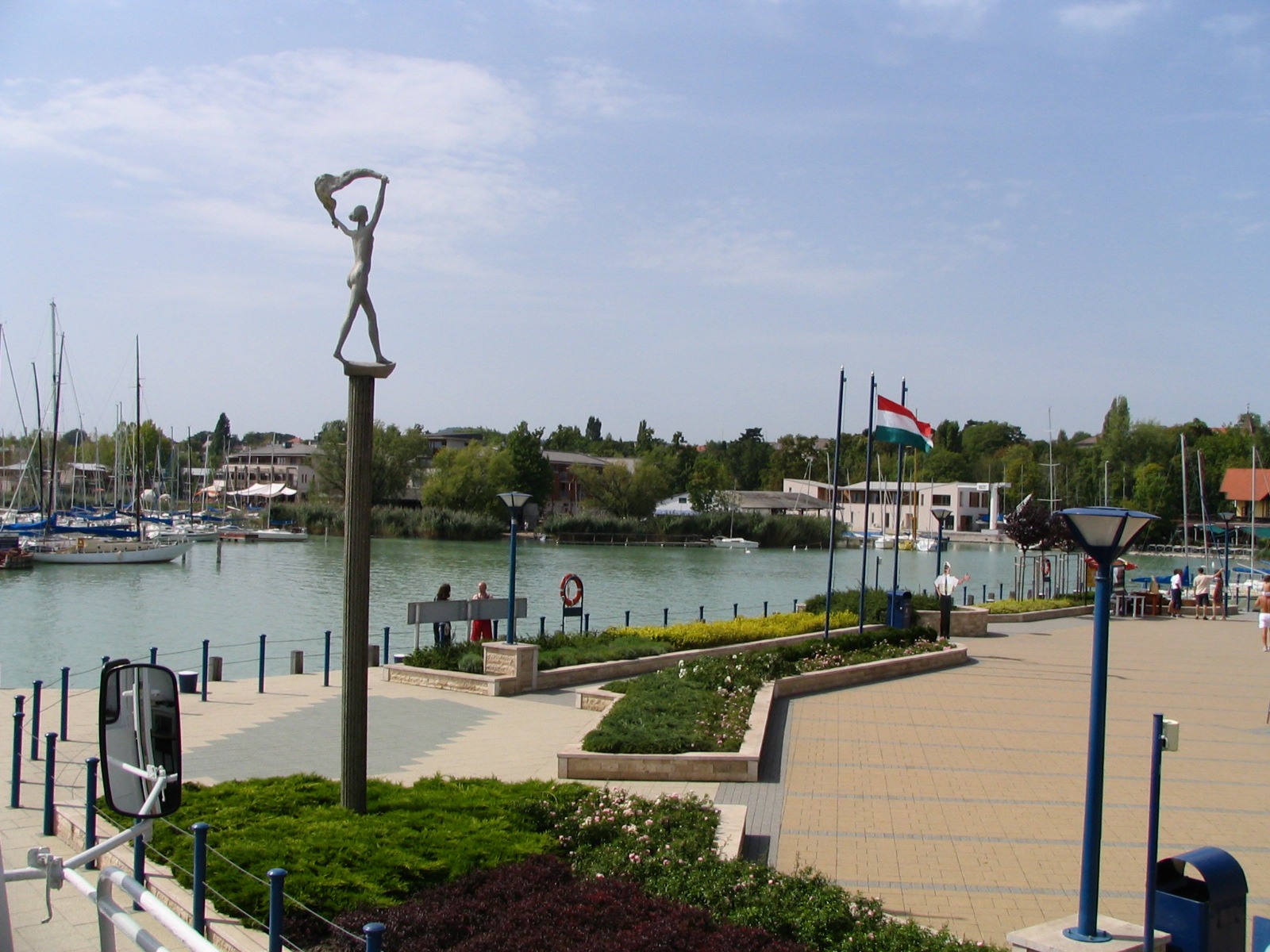
Гавань Балатонфюреда

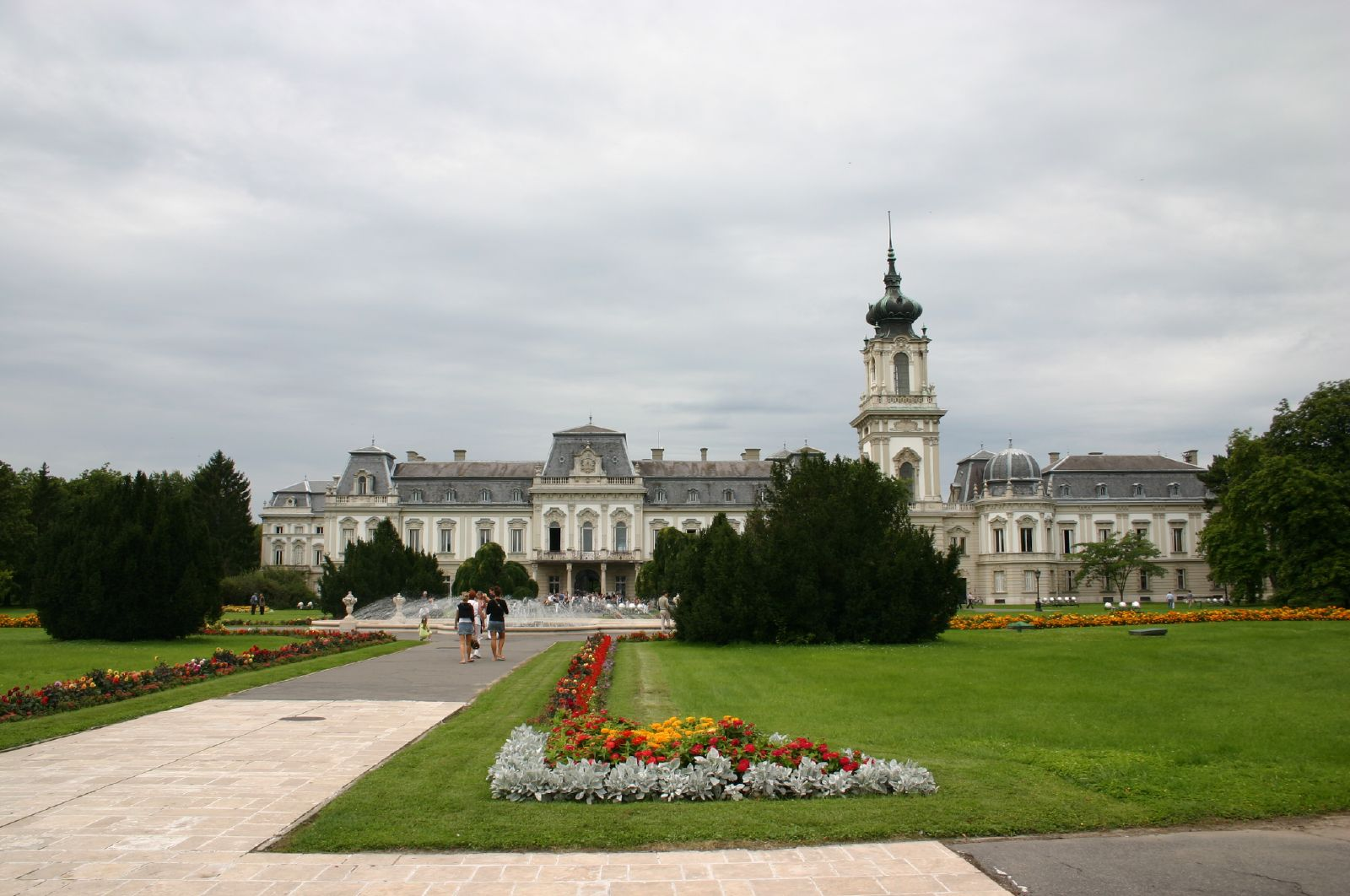
Палац Фештетичей у Кестхеї

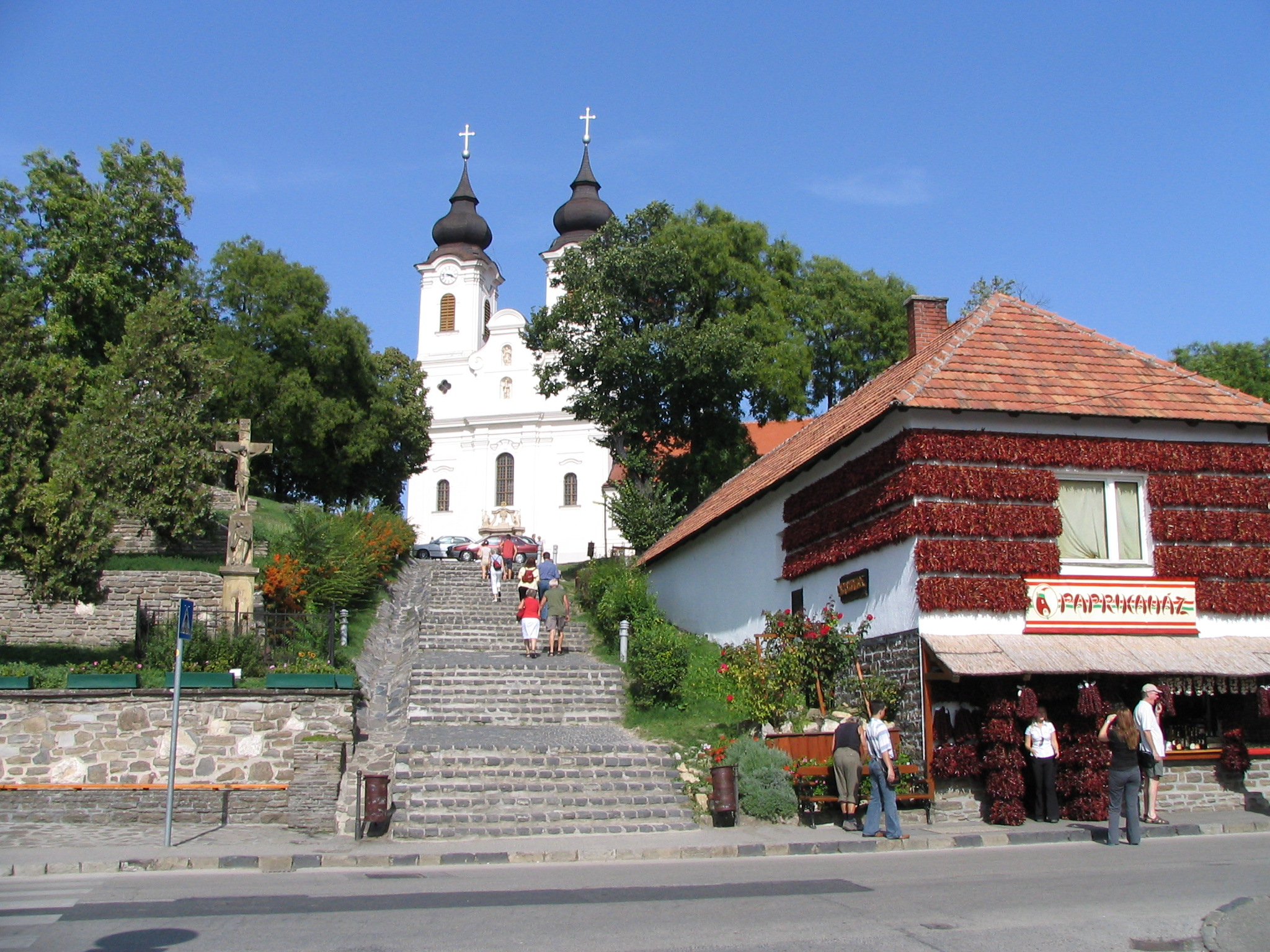
Абатство в Тихані

Загалом на берегах озера кілька десятків невеликих населених пунктів, найбільші — міста Балатонфюред, Шіофок і Кестхей. Селище Тихань на однойменному півострові відоме завдяки одному з найстаріших монастирів Угорщини.

### Балатонфюред
Курортна столиця північного берега Балатону. Назва походить, за однією версією, від слова fürdo (купальня), за іншою, від слова fürj (перепел). Курортна слава до міста прийшла ще наприкінці XVIII століття, офіційно статус курорту був отриманий в 1772 році. Головна визначна пам'ятка міста — цілющі джерела мінеральної води, на центральній площі Балатонфюреда, яка називається площею Дьйодь (площа здоров'я) в 1800 році був побудований питний зал імені Лайоша Кошута, у якому досі п'ють воду курортники. Уздовж узбережжя Балатону тягнеться алея Рабіндраната Тагора, названа на честь індійського поета, який лікувався тут. На алеї також знаходяться скульптури і меморіальні дошки на честь інших іменитих курортників.

### Шіофок
Найбільше місто південного берега. Лежить на березі річки Шіо, пов'язаної з допомогою каналу з Дунаєм. На річці Шіо розташований шлюз, побудований в 1863 році і дозволяє регулювати рівень води в Балатоні. Шіофок цікавий будівлями старовинних готелів і церков, в околицях міста розташовані найпопулярніші на Балатоні пляжі. У липні в місті проводиться великий фольклорний фестиваль «Золота мушля». У Шіофоку народився знаменитий композитор Імре Кальман.

### Кестхей
Кестхей, найстаріше місто Балатону, знаходиться на західному березі озера. Тут більше архітектурних пам'яток, ніж в інших містах узбережжя. На центральній площі готична францисканська церква, побудована в 1386 році. Дзвіниця прибудована значно пізніше, наприкінці XIX століття. На північ від центральної площі розташована одна з найбільших в Угорщині садиб — палац Фештетичей. Садиба створена в 1745-му, перебудована в 1887 році, навколо неї створено гарний парк.

### Тихань
Селище Тихань — найбільший населений пункт однойменного півострова. Головна визначна пам'ятка — бенедиктинське абатство св. Аньйоша, засноване в 1055 році. Документ про заснування абатства зберігся; попри те, що він написаний латиною, у ньому близько 100 угорських слів, що дозволяє його вважати найдавнішою пам'яткою угорської мови. 1060 року в крипті собору похований засновник абатства — король Андраш I. Сучасний храм побудований в 1754 році в стилі бароко, у 1890 році реконструйований. Головною перлиною внутрішнього оздоблення є різьблені вівтарі. Перед церквою абатства встановлено пам'ятник Андрашу I і його дружині Анастасії Ярославні.

## Курортне й туристичне значення
Озеро Балатон — одне з головних туристичних напрямків Угорщини. Поряд із пляжним відпочинком поширений вітрильний спорт, рибальство. Популярними серед туристів є природні та історичні пам'ятки по берегах озера.
Поряд зі звичайним відпочинком Балатон має давні традиції санаторно-курортного лікування. Санаторії Балатонфюреду спеціалізуються на кардіології, на Хевізькому озері лікують хвороби опорно-рухового апарату, у печерах Національного парку Прибалатонської височини практикується «лікування печерним повітрям» хвороб органів дихання. Крім того, на берегах озера безліч джерел різноманітної мінеральної води.

## Флора і фауна

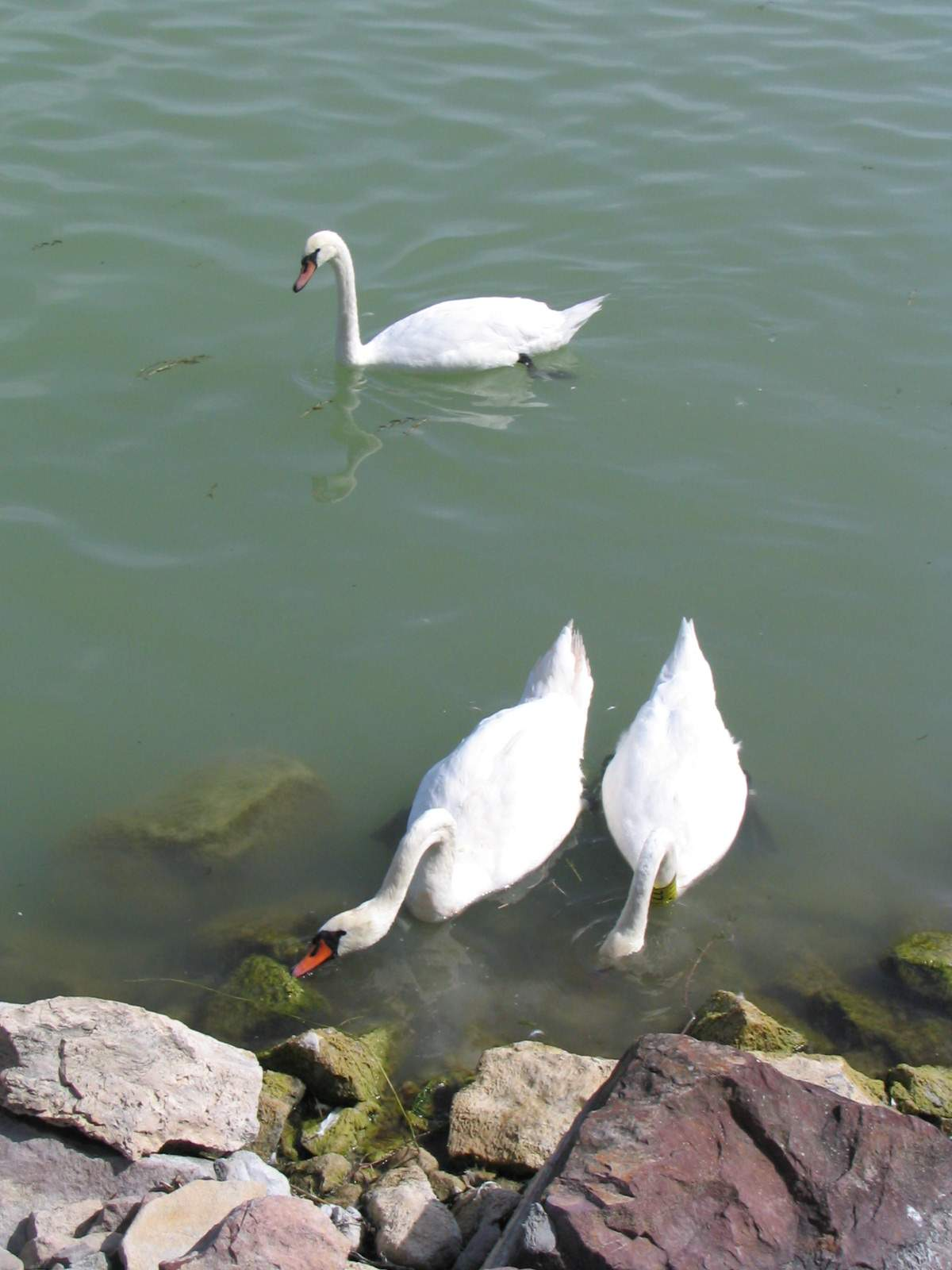
Лебеді Балатону

В озері водиться 25 видів риб, дозволений її обмежений вилов при отриманні ліцензії. Найпопулярнішою серед рибалок є ловля коропа. На Балатоні живе безліч лебедів, наглядом за їх популяцією займається спеціальна служба. На берегах озера, особливо на Малому Балатоні і внутрішніх озерах Тихані гніздиться велика кількість перелітних птахів — лелек, чапель, диких гусей і качок. У районі Малого Балатону, поруч із селищем Каполнапуста (угор. Kápolnapuszta), знаходиться заповідник, де розводять буйволів. Це одне з рідкісних місць у Європі, де можна зустріти цю тварину.
Береги Балатону і Кіш-Балатону на значній відстані заросли очеретом. Він грає велику роль в екологічному балансі, у його заростях гніздяться птахи, нереститься риба. Очерет, крім того, грає важливу роль у процесі самоочищення води озера. Взимку ведеться обмежене прибирання очерету, який йде на експорт. Нині очерет покриває 2 % поверхні озера, у той час як у середині XX століття це значення становило близько 3 %. Розміри вирубки очерету є предметом розбіжностей між владою і яхтсменами, що влаштовують у вирубках пристані, з одного боку, і екологічними організаціями, з іншого боку.

## Транспорт

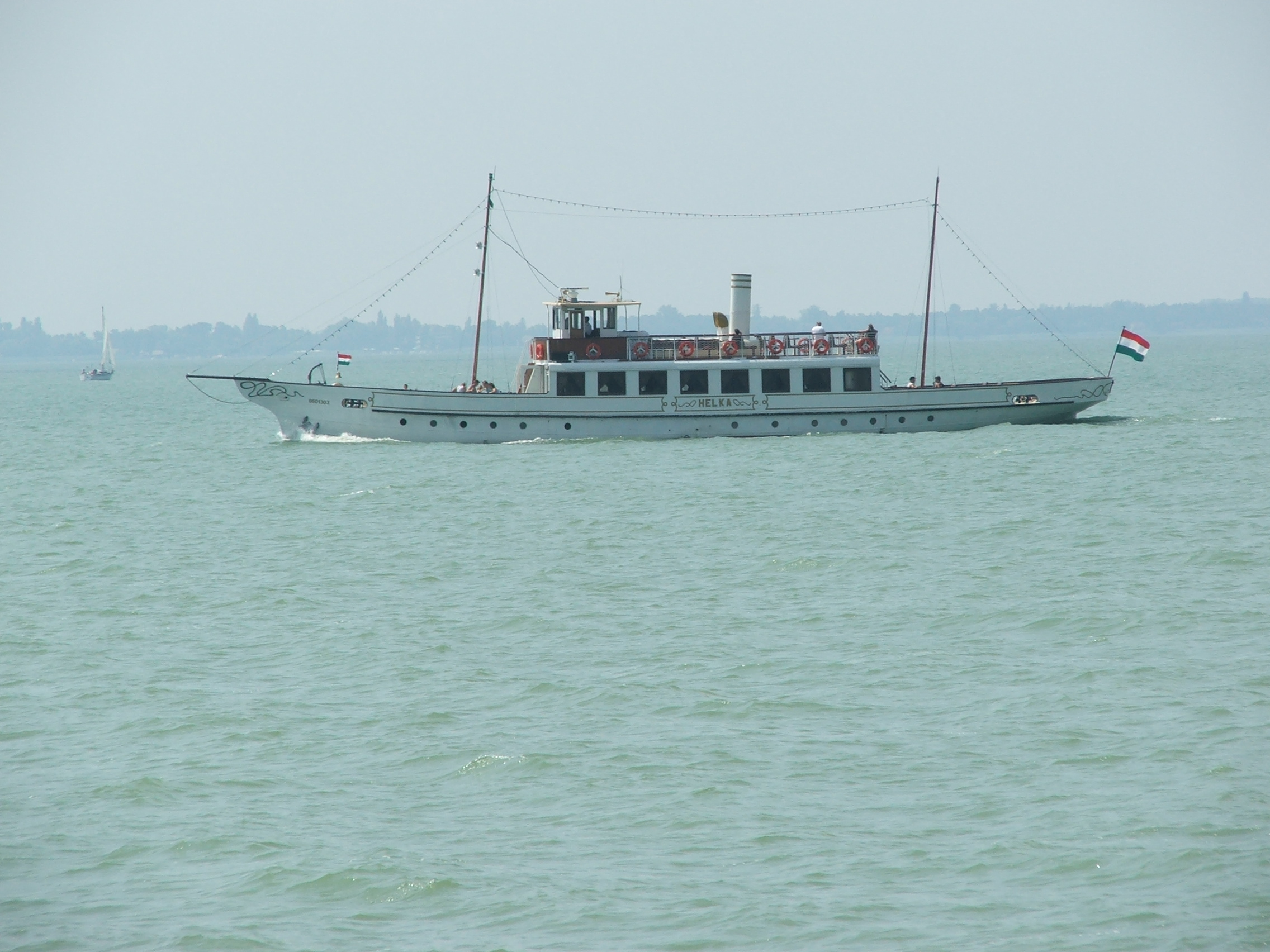
Пароплав Helka

По озеру виконуються регулярні пасажирські рейси на судах малої осадки і катамаранах. Для проведення водних прогулянок-круїзів використовується пароплав Helka 1891 року побудови і кілька сучасних суден. На озері понад 20 пристаней, судна ходять головним чином уздовж берегів, зупиняючись на кожній пристані.
За 11 кілометрів від Кестхея розташований міжнародний аеропорт Балатон-Шармеллек. Виконуються регулярні рейси в Берлін, Цюрих, Штутгарт, Копенгаген і Лондон. Чартерні рейси в туристичний сезон літають у Франкфурт, Гамбург, Дюссельдорф і Москву.
Як по північному, так і по південному берегу озера проходять залізниці, які зв'язують балатонські населені пункти з найбільшими містами Угорщини. Час на поїзді до Будапешту — 2 години від Шіофока, 2,5 години від Балатонфюреда, 3 години від Кестхея.

## Галерея

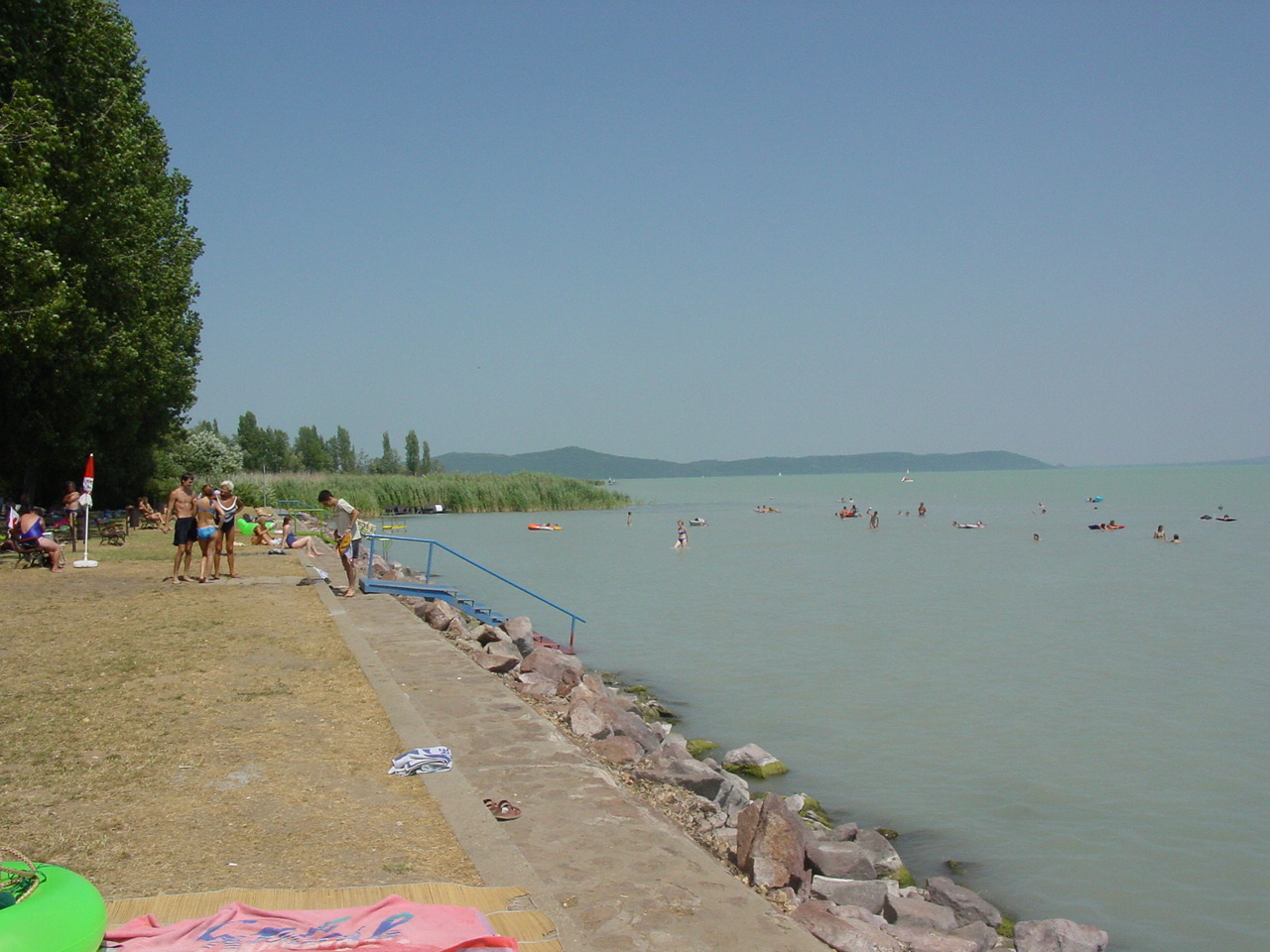
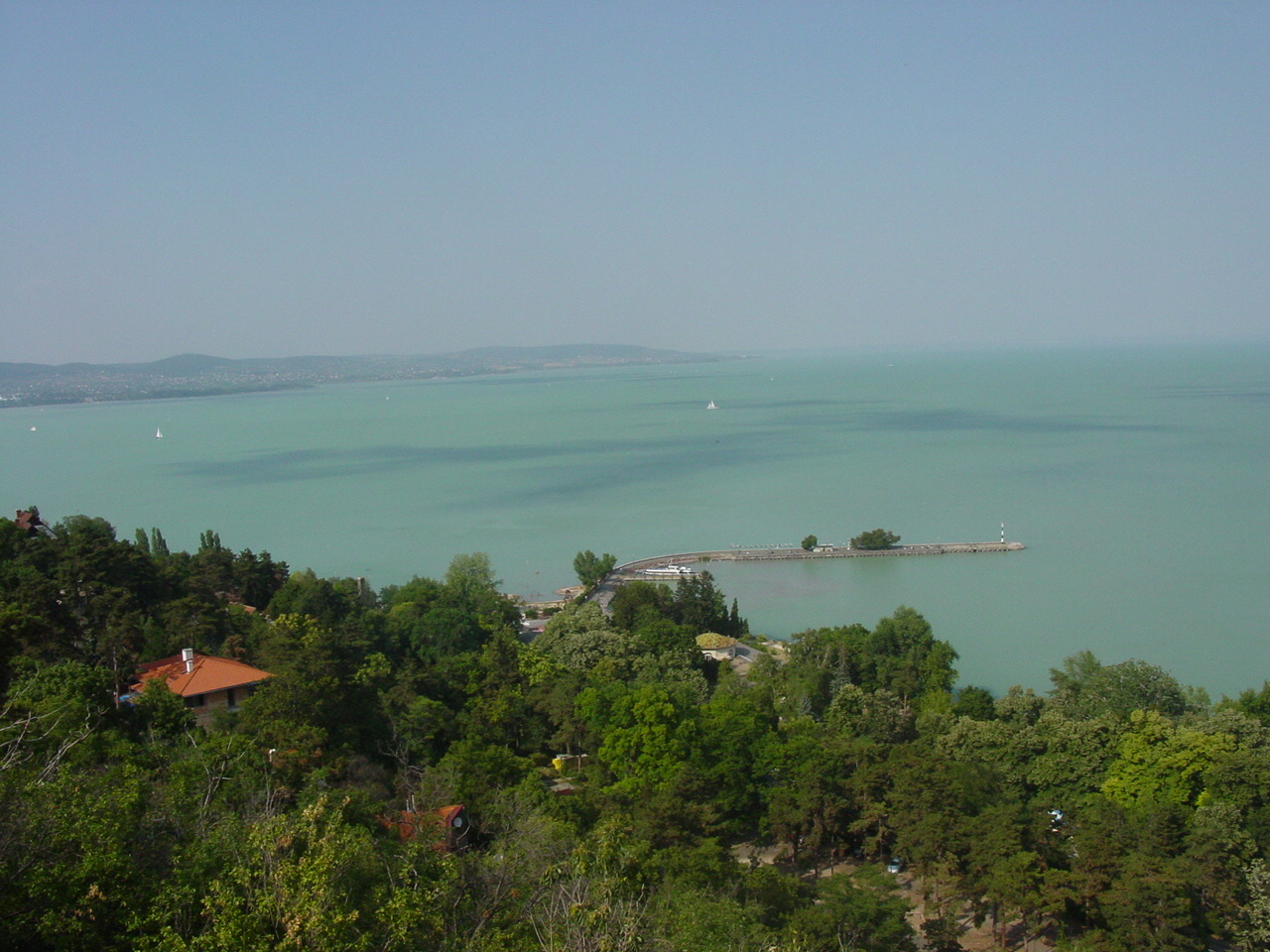
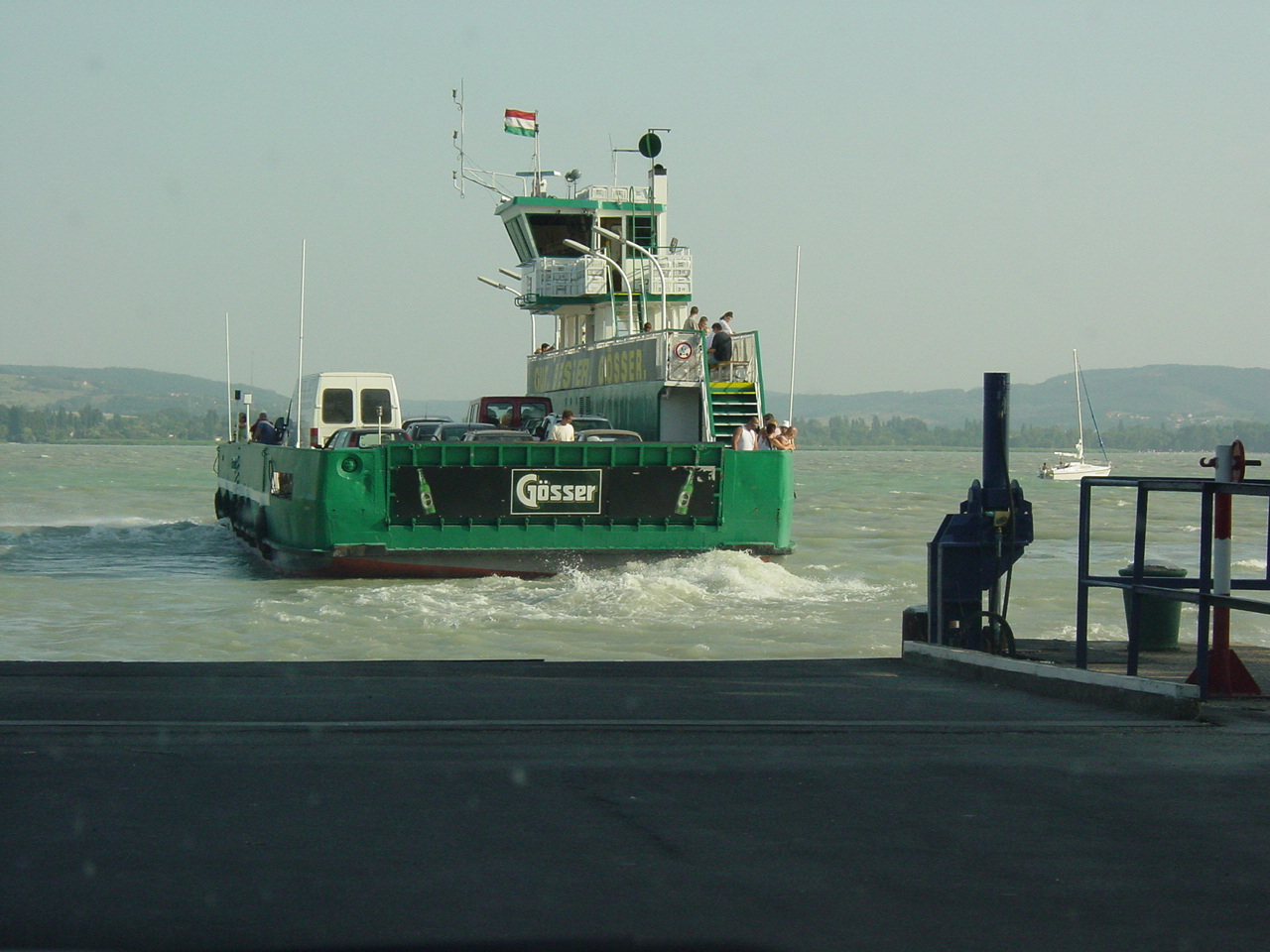
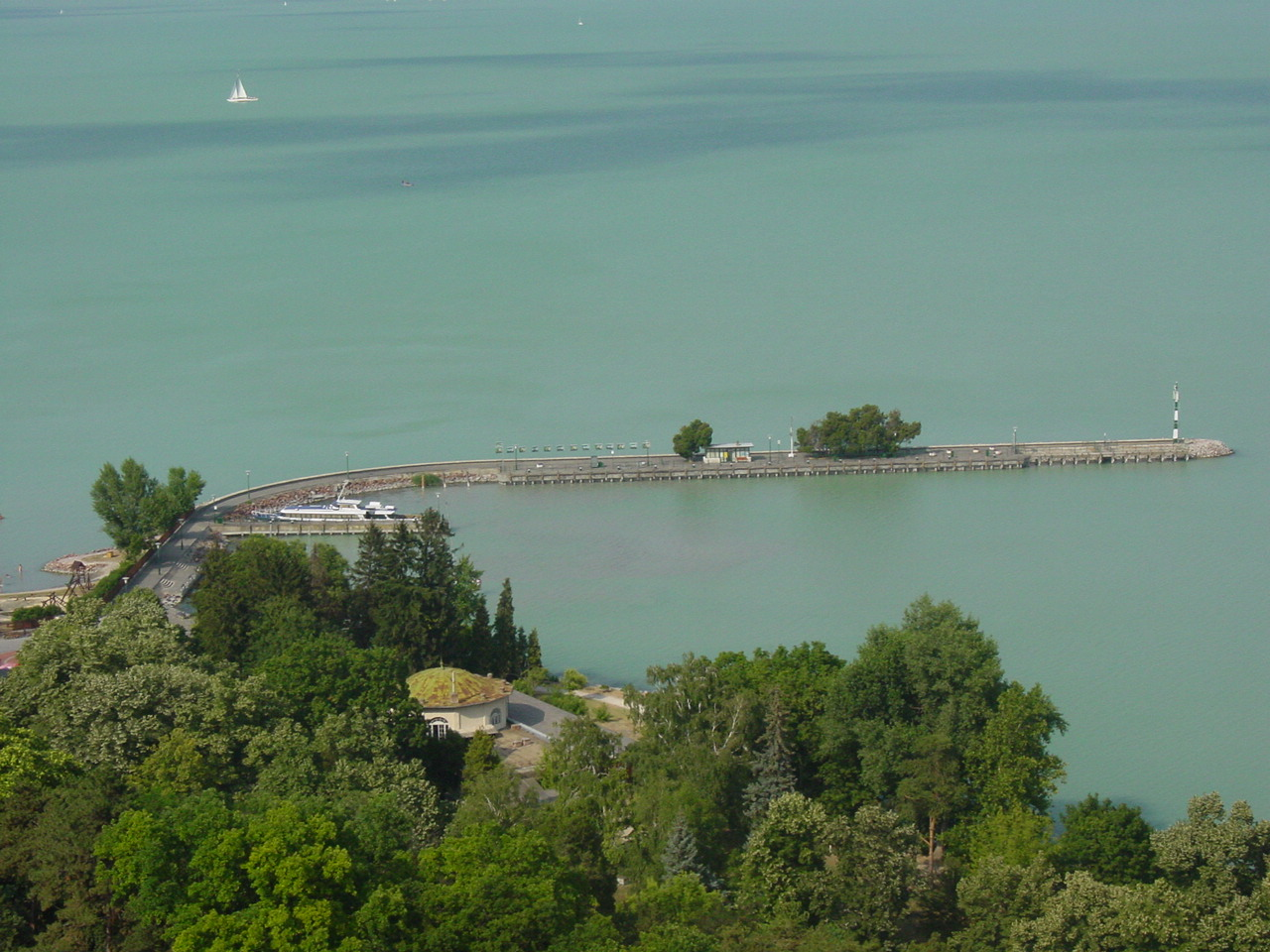

## Легенди
З озером пов'язано безліч старовинних легенд і переказів. Згідно найвідомішої на дні озера стоїть церква, у якій постійно плаче дівчина. До тих пір, поки вона буде плакати — у Балатоні буде вода.